# Autovía Tarragona - Montblanch
La A-27, antiguamente conocida como autovía de la Costa Dorada, es una autovía española que se encuentra en obras y que una vez esté construida en su totalidad conectará la AP-7 a la altura de Tarragona con la AP-2 a la altura de Montblanch.

## Tramo Tarragona - Morell
El Ministerio de Fomento adjudicó el 29 de marzo de 2007 a la Unión Temporal de Empresas (UTE), formada por Cyopsa-Sisocia, S.A. y Obras Públicas y Regadíos, S.A., las obras del tramo Tarragona–Morell perteneciente a la Autovía A-27, Tarragona–Montblanch, en la provincia de Tarragona. El presupuesto de adjudicación asciende a 40.040.000,00 euros.
Las obras consisten en la construcción de un tramo de autovía cuyo tronco tiene una longitud aproximada de 7,760 kilómetros, en las proximidades de la ciudad de Tarragona y que atraviesa los términos municipales de Tarragona, Constantí, Pobla de Mafumet y Morell.
Características técnicas:
- El trazado proyectado se desarrolla en su primer tercio paralelo al Río Francolí y muy próximo a él, mientras que en el segundo se va alejando para quedar, en el último tercio, separado del mismo por la refinería.
- El tramo inicia su recorrido en el punto kilométrico (p.km) 0,090, considerándose estos 90 m iniciales de coordinación entre el enlace de la N-340 (conocida actualmente como Eje Transversal de Tarragona) con el vial de acceso al Puerto y la futura Autovía A-27.
- El trazado bordea el polígono industrial de Riu Clar por la margen derecha del Río Francolí y continúa paralelamente a él, cruzando por debajo del área de peaje de la Autopista AP-7 alrededor del p.k. 1,750.
- Continúa con una recta hasta el p.k. 2,900 donde comienza a separarse del río Francolí, orientándose hacia el Oeste y posteriormente, de nuevo al norte. Pasa entre la refinería y las poblaciones de Constantí y La Pobla de Mafumet, finalizando una vez cruzado el Torrent de Manyer y las vías del ferrocarril Reus – Pobla de Mafumet – Perafort.

A lo largo del trazado se han proyectado tres enlaces:
- En el p.k. 1,200. Se trata de una glorieta superior con siete conexiones para unir la autovía de proyecto, la N-240, la autopista de peaje AP-7 y el polígono industrial de Riu Clar.
- En el p.k. 4,650. Se trata de una glorieta superior con seis conexiones para unir la Autovía A-27 con los caminos de servicio y con la carretera T-721, carretera que enlaza las localidades de Constantí y Pobla de Mafumet, utilizando, para esta última conexión, una glorieta con cuatro pinchazos.
- En el p.k. 7,150. Se trata de una glorieta inferior con seis conexiones que permiten unir la autovía con las carreteras T-721 y T-750. Esta última carretera conecta la localidad de Pobla de Mafumet con la refinería.

Con el fin de salvar los accidentes geográficos y las obras lineales existentes, se proyectan 18 estructuras divididas en:
- 5 viaductos. Tres de ellos permiten el paso sobre el Río Francolí, el Torrent Mas Blanc y el ferrocarril y el Torrent de Manyer. Los dos restantes se proyectan para permitir un curso lateral del agua en previsión de la avenida de 500 años del Río Francolí.
- 9 pasos superiores, de los cuales 4 son de glorieta, 4 de camino y 1 es el paso del tronco de la autovía bajo el área de peaje de la AP-7.
- 3 pasos inferiores, 2 de glorieta y 1 de camino.
- 1 acueducto.

Se prevén un total de 18 obras de drenaje en el tronco de la autovía, de las cuales 3 son tubos de hormigón armado, 13 son marcos y 2 tubos en reposición de acequias.
Así mismo se han proyectado 22 caminos, dos de ellos asfaltados y el resto sin asfaltar.

## Tramo Morell - Valls Sur
El Consejo de Administración de la Sociedad Estatal de Infraestructuras del Transporte Terrestre (SEITT), en su reunión celebrada el 22 de junio de 2007, ha adjudicado a la empresa FCC Construcción S.A. el contrato de obras del tramo Morell-Variante de Valls, perteneciente a la Autovía A-27 Tarragona-Montblanch. El presupuesto de adjudicación asciende a 54.715.528,00 euros y el plazo de construcción es de 36 meses.
El objeto de las obras es la construcción del tramo Morell - Variante de Valls, que conecta Tarragona con la Autopista AP-2 Zaragoza-Mediterráneo. La nueva autovía discurre al oeste de la carretera N-240 que une Tarragona y Valls.
Características técnicas:
- El proyecto comienza en el punto kilométrico (P.K.) 1,0, a 580 metros al norte de la intersección del tramo Tarragona-Morell con la carretera T-750, y finaliza en el P.K. 10,5 a 450 m al norte de la intersección del nuevo tramo con la carretera C-37.
- Las obras incluyen la construcción de 9.513,52 metros de autovía, una biela de conexión de 884 metros en las proximidades de Valls, tres enlaces, dos conexiones provisionales, la ejecución de 22 estructuras (6 viaductos, 8 Pasos Superiores, 8 Pasos Inferiores), el drenaje transversal y longitudinal, la señalización, el balizamiento y las defensas propias de una autovía de estas características.
- La sección transversal del tramo consta de doble calzada de 7 metros de anchura, con arcenes exteriores de 2,5 m, interiores de 1,5 m y mediana de 3 metros.

## Tramo Variante de Valls
El Consejo de Administración de la Sociedad Estatal de Infraestructuras del Transporte Terrestre (SEITT), en su reunión celebrada el 22 de junio de 2007, ha adjudicado a la empresa Constructora Hispánica S.A. el contrato de las obras Variante de Valls de la Autovía A-27 Tarragona - Montblanch . El presupuesto de adjudicación es de 24.979.416,65 euros y el plazo de construcción de 24 meses.
El objeto de las obras es la construcción del tramo Variante de Valls, que conecta Tarragona con la Autopista AP-2 Zaragoza-Mediterráneo. La nueva autovía se proyecta como una alternativa de la actual N-240 entre Tarragona y Montblanch, para conseguir un acceso más directo tanto al Puerto de Tarragona como a la autopista AP-7 y evitar el paso de mercancías peligrosas por los núcleos urbanos.
Esta actuación da continuidad al tramo anterior, Morell - Variante de Valls discurre al oeste del núcleo urbano de Valls y finaliza conectando con la actual N-240 que une Valls y Montblanch.
Características técnicas:
- El proyecto comienza en el punto kilométrico (P.K.) 10,513, a 450 m al norte de la intersección del tramo anterior con la carretera C-37 y finaliza en el P.K. 14,46, a unos 500 m al norte del enlace con la N-240.
- Las obras incluyen la construcción de 4.955 metros de autovía, dos enlaces, una conexión provisional, la ejecución de 8 estructuras (2 viaductos, 4 Pasos Superiores, 2 Pasos Inferiores), el drenaje transversal y longitudinal, la señalización, el balizamiento y las defensas propias de una autovía de estas características.
- La sección transversal del tramo consta de doble calzada de 7 metros de anchura con arcenes exteriores de 2,5 metros, interiores de 1,5 metros, mediana de 3 metros y bermas exteriores de 1 metro.

## Tramo Valls Norte-Lilla
El Ministerio de Fomento ha adjudicado a la empresa Acciona Infraestructuras S.A. la construcción del tramo Valls-Lilla de la Autovía A-27, Tarragona-Montblanch, situado en la provincia de Tarragona. El importe de adjudicación asciende a 81.400.516,69 euros.
El tramo, situado entre los puntos kilométricos (p.k.) 22 al p.k. 29,30, parte de las proximidades del núcleo urbano de Masmolets (término municipal de Valls) y finaliza en el enlace de Lilla (T.M. Montblanch).
A lo largo de todo el tramo se prevé la construcción de un enlace con la N-240 en Lilla, tres viaductos, dos pasos superiores, dos pasos inferiores, un túnel y el acondicionamiento de la N-240 entre el enlace en Lilla y el existente, al sur del T.M. Montblanch.
Inicialmente, el trazado es paralelo al de la actual N-240 en sus primeros 700 m y al de la antigua N-240, en los 1.300 m siguientes, hasta alcanzar el túnel de Lilla.
En este tramo de autovía se requiere la construcción de dos viaductos, uno sobre la rasa de Serralles y otro sobre la rasa de la Alborada.
El túnel proyectado, de 1.469 m de longitud total, estará dotado de las siguientes instalaciones:
- Iluminación normal, de seguridad y de emergencia.
- Ventilación.
- Doble suministro eléctrico con generadores de emergencia y sistema de alimentación ininterrumpida.
- Detectores de CO, opacímetros, detección de incendios y red de hidrantes.
- Puestos de emergencia.
- Señalización, aforadores, barreras exteriores y semáforos.
- Megafonía.
- Sistema de radiocomunicación y mensajería de emergencia.

## Tramos
| Denominación | Tramo                                            | Kilómetros | Año servicio / Estado (2025)                                                                       |
| ------------ | ------------------------------------------------ | ---------- | -------------------------------------------------------------------------------------------------- |
| A-27         | Puerto de Tarragona - Tarragona A-7              | 2,6        | 1990                                                                                               |
| A-27         | Tarragona A-7 - Morell                           | 7,7        | 2013                                                                                               |
| A-27         | Morell - Valls Sur                               | 9,5        | 2015                                                                                               |
| A-27         | Variante de Valls Tramo: Valls Sur - Valls Norte | 5          | 2015                                                                                               |
| A-27         | Valls Norte - Lilla                              | 5,1        | 2023                                                                                               |
|              | Lilla - Montblanch AP-2                          | 5,5        | En redacción de proyecto (pendiente someter a información pública) (pendiente licitación de obras) |

## Salidas
| Número de Salida | Nombre de Salida                                    | Carretera que enlaza |
| ---------------- | --------------------------------------------------- | -------------------- |
|                  | Puerto de Tarragona (Peaje del acceso al puerto)    |                      |
| 0A               | Polígono industrial de Francolí                     |                      |
| 0B               | Salou-Carretera Valencia                            | C-31B                |
| 1                | Tarragona-Vía Europa-Plaza de Europa                | T-11                 |
| 2A               | Tarragona-Barcelona                                 | A-7                  |
| 2B               | Castellón Reus-Aeropuerto de Reus                   | A-7                  |
| 2C               | Barcelona-Valencia Polígono industrial de Riu Clar  | E-15 AP-7            |
| 3                | Barcelona-Valencia Tarragona-Calle Valls            | E-15 AP-7            |
| 6                | Constantí                                           | T-721                |
| 9                | La Pobla de Mafumet-El Morell AVE-Camp de Tarragona | T-750 N-240          |
| 12               | Rourell-Vilallonga del Campo                        | T-722                |
| 15               | La Masó Milá                                        | T-722 T-751 TV-7221  |
| 18               | Valls Sur-Alcover Montblanch                        | C-37 C-14            |
| 20               | Valls Oeste-Picamoixons                             | T-742                |
| 23               | Valls Norte                                         | N-240                |
|                  | Túnel del Coll de Lilla 1469 metros                 |                      |
| 29               | Lilla-Valls Lérida-Montblanch                       | N-240                |
|                  | Montblanch continúa por N-240                       | N-240                |